# Sivaki
Sivaki è una cittadina della Russia estremo-orientale, situata nella oblast' dell'Amur. Dipende amministrativamente dal rajon Magdagačinskij.
Sorge nella parte centrale della oblast', lungo la ferrovia Transiberiana, non lontano dal confine con la Cina.